# El Bosc (Vic)
El Bosc és una masiaa de Vic (Osona) protegida com a Bé Cultural d'Interès Local.

## Descripció
Edifici civil. Masia de planta rectangular coberta a quatre vessants. Consta de planta baixa i dos pisos. La façana és orientada a migdia, i al centre s'hi obre un portal d'arc deprimit. A la part dreta, adossat al mas, hi ha un cos de galeries de planta baixa i pis. Al pis superior s'hi obren arcades.
El mas es troba voltat de dependències agrícoles.
És construïda amb pedra i arrebossada. L'estat de conservació és força dolent malgrat la tradició històrica del mas.

## Història
Aquest mas reemplaçà l'antiga domus o casa forta coneguda per Montalegre, documentada als segles XII i XIV. Als fogatges de 1553 de la quadra de Sant Joan de Riuprimer hi trobem registrat a Luis Montalegre. A la part esquerre de la façana, damunt un turonet de margues blavoses, es conserven encara les parets de l'antiga masia, en un lloc privilegiat i avui destinada a corrals.
La quadra de Sant Joan de Galí, a la qual pertanyia el mas, era una de les antigues quadres independents que s'uní al segle X a la confederació de Quadres Unides d'Osona. Fou independent políticament fins al 1840, quan s'uní a Sentfores. Religiosament depenia de Santa Eulàlia de Riuprimer.